# Glossario di Mahō shōjo Lyrical Nanoha
Questa pagina raggruppa tutti i termini specifici usati nella serie di anime e manga Mahō shōjo Lyrical Nanoha, A's e StrikerS.

## Project Fate
Il Project F, abbreviativo per Project Fate è un programma di ricerca fittizio facente parte dell'universo di Mahō shōjo Lyrical Nanoha. La nascita del Poject F viene fatta risalire ad un periodo antecedente agli eventi narrati nella prima serie. Istituito sul pianeta Mid-Childa, aveva come ultimo fine la creazione di esseri umani artificiali capaci di esercitare un potere magico di molto superiore a quello degli uomini comuni. Il progetto venne istituito da alcuni ambienti corrotti della TSAB, con a capo i tre comandanti supremi dell'agenzia: il loro scopo era di riuscire a creare un nuovo prototipo di supersoldato destinato a diventare il fautore e il difensore di quella utopia di pace e unità universale in cui i tre comandanti supremi puntavano a trasformare la confederazione Mid-Childa.
Le ricerche, condotte anche con l'ausilio di oggetti magici quali i Jewel Seed, partivano dal presupposto che se era possibile creare un famiglio partendo da una base animale allora era virtualmente possibile creare un essere umano completo, a condizione di avere un codice genetico adatto su cui poter lavorare. I primi tentativi si rivelarono, sotto il profilo dei risultati concreti, decisamente fallimentari, generando cloni con capacità cognitive e intelligenza di molto sotto alla media, e soprattutto privi di un qualche potere magico, ma portarono alla luce un dettaglio di fondamentale importanza: la teoria in sé era corretta, ma per poter produrre un vero essere umano era necessario un codice genetico di qualità superiore, dal momento che quelli degli esseri umani comuni risultavano molto più fragili e difficili da maneggiare, e, più importante ancora, rivelavano una preoccupante instabilità se sottoposti alle sollecitazioni della magia, cosa che li rendeva di fatto inutilizzabili per gli scopi che i capi del progetto avevano in mente. Per questo, sfruttando la collaborazione del personale medico e scientifico, cominciò una sistematica ricerca che, nel corso di alcuni anni, individuò i candidati più adatti alla sperimentazione, per la maggior parte membri dei reparti speciali operativi della TSAB, i quali finirono inconsapevolmente per donare il proprio DNA per favorire la nascita di creature che un giorno sarebbero stati chiamati a contrastare. Le ricerche relative al Project Fate venivano condotte in svariati laboratori disseminati su svariati mondi, sia dentro che fuori dai domini e dalla sfera d'influenza della confederazione, i quali operavano per la maggior parte in modo autonomo in una complessa struttura ad alveare.
Per un po' di tempo tutto andò per il meglio, grazie anche alla collaborazione di alcuni membri corrotti dei reparti investigativi dell'agenzia, i quali si incaricavano di far cadere nel dimenticatoio il più presto possibile eventuali inchieste relative ai suddetti incidenti. Ma non passò molto tempo che cominciarono ad insorgere i primi problemi legati alla segretezza. A seguito dell'improvvisa morte della figlia, Precia Testarossa cominciò rapidamente a perdere la ragione, e i comandanti supremi, nel timore che la sua pazzia potesse mettere in pericolo l'intero progetto, ordinarono la sua eliminazione. La donna abbandonò quindi Mid-Childa, rifugiandosi nel Garden Of Time, dove portò avanti gli esperimenti riuscendo alla fine a realizzare con successo il primo esperimento di "creazione" di uno stregone; il clone, realizzato partendo dal codice genetico della figlia deceduta, dimostrava di possedere un potere magico di molto superiore rispetto alla sua controparte originale, ma, soprattutto, risultava in grado di interagire con i Lost Logia, una cosa che i cloni realizzati fino a quel momento non erano stati in grado di fare. A questo nuovo tipo clone, che aveva creato al solo scopo di recuperare i Jewel Seed con cui sperava di resuscitare la sua vera figlia, Precia diede lo stesso nome del progetto: Fate.
Intanto, su Mid-Childa, il tradimento di Precia aveva avuto per il Project Face conseguenze contrapposte: se da una parte questo aveva dirottato le attenzioni della TSAB, dall'altro la perdita del capo della divisione scientifica costituiva una seria minaccia per il futuro del progetto, dal momento che nessuno degli scienziati coinvolti possedeva anche lontanamente le competenze necessarie a prendere il posto di Precia. I tre comandanti supremi cominciarono dunque a cercare un candidato adatto ad assumere la guida del progetto, e quasi subito la loro attenzione si concentrò sul dottor Jail Scaglietti. Tuttavia, a differenza dei suoi predecessori, Scaglietti dava ben poca importanza alla discrezione, e ben presto i suoi metodi altamente discutibili, che tuttavia stavano portando considerevoli risultati, cominciarono a costituire una scomoda spina nel fianco per la segretezza del progetto: non soddisfatto degli esperimenti condotti sul codice genetico, il dottore era solito organizzare il rapimento di persone, per la maggior parte civili, destinate a diventare cavie per i suoi esperimenti, e questa ondata di misteriose sparizioni cominciò ad attirare l'attenzione della TSAB, la quale, messa sotto pressione dall'opinione pubblica e dai media, si vide costretta ad avviare un'indagine seria.
Per nulla preoccupato dal cerchio che cominciava a stringersi attorno a lui, Scaglietti continuò imperterrito le sue ricerche, avvalendosi tra le altre cose di un nuovo tipo di Lost Logia conosciute come Relics (Reliquie), dal grande potere intrinseco ma altamente instabili e pericolose. Grazie a lui fu possibile teorizzare, e in seguito creare, un nuovo tipo di stregone artificiale: si trattava di sofisticati cyborg da combattimento biomeccanici costituiti in parte da tessuto vivente e in parte da componenti robotici. Questo li rendeva più forti e resistenti degli esseri umani, e allo stesso tempo permetteva loro di vivere ed invecchiare esattamente come loro, e di usare la magia. L'uso sconsiderato delle Reliquie provocò un grave incidente: un laboratorio situato su un pianeta esterno alla confederazione venne quasi distrutto da una Reliquia entrata in fase critica. Sul posto intervennero il comandante Quint Nakajima e la sua squadra, ma al loro arrivo tutti gli scienziati e la maggior parte dei cloni erano periti nella deflagrazione. Dalle macerie furono estratti solo due cloni, due sorelle, appartenenti alla prima generazione di cyborg da combattimento: Subaru e sua sorella Ginga.
L'incidente però ebbe anche un altro effetto, molto più devastante: per la prima volta venne alla luce la realtà costituita dal Progetto Fate, che divenne di colpo di pubblico dominio, finendo sotto gli occhi di tutti. L'opinione pubblica ne fu indignata a tal punto da pretendere la testa di tutte le persone coinvolte nel progetto. La TSAB dedusse che se un simile abominio era riuscito a sopravvivere per tutti quegli anni doveva per forza godere dell'appoggio di personalità di grande prestigio, e il muro di gomma eretto dagli ufficiali corrotti cominciò a mostrare le prime crepe. Sfidando i tentativi di boicottaggio di alcuni dei suoi superiori e la grave minaccia che veniva dal mettere il naso in qualcosa di così altamente torbido, il comandante Nakajima mise insieme una squadra d'investigazione con cui tentare di scovare una volta per sempre il marcio che si nascondeva nell'agenzia; della squadra facevano parte Gest Grangaitz e Megane Alpino. I vertici dell'Organizzazione tentarono nuovamente di insabbiare tutto, e con la complicità del generale Regius Gaiz organizzarono l'uccisione del comandante Nakajima e di Gest Grangaitz, e la scomparsa di Megane Alpino, che diventerà in seguito una delle cavie del Progetto Cyborg.
Tuttavia questa misura estrema ebbe come unico effetto quello di stringere ancora di più il cappio attorno ai capi, i quali, ormai consapevoli di essere ad un passo dal baratro, decisero di sbarazzarsi definitivamente anche di Scaglietti, divenuto ormai talmente noto come criminale ricercato da risultare estremamente scomodo. Lo studioso però li colse in controtempo, e prima di poter subire un qualunque tentativo di uccisione abbandonò il centro di ricerche principale, rifugiandosi in un proprio laboratorio, situato da qualche parte sottoterra nella regione attorno al monastero di Belka, e qui proseguì in segreto le sue ricerche per gli anni successivi, ricerche che ebbero come risultato la creazione dei Numbers.

## Magia
Con il termine magia, nell'universo di Nanoha, si intende un sistema tecnologico che permette di controllare il potere magico, solitamente riferendosi allo stile magico Mid-Childa. Gli "incantesimi" sono memorizzati come programmi che vengono attivati tramite opportune tecniche di attivazione effettuate da parte del mago in questione.

### Stili magici
Uno stile magico è la metodologia con cui una persona utilizza la magie e i propri device. Sono due i sistemi usati nelle serie: lo stile Mid-Childa, e lo stile Belka.
Lo stile Mid-Childa è stato lo stile prevalente nell'universo di Nanoha fino all'apparizione dei Wolkenritter in A's. Nonostante siano noti la classificazione degli incantesimi, si sa poco della storia dello stile Mid-Childa.
Lo stile Belka è uno stile che si è scisso dallo stile Mid-Childa, coloro che praticano questo stile preferiscono il combattimento ravvicinato a quello a distanza. Una particolarità dello stile Belka è quella di inserire il sistema a cartucce nei device armati, incrementanto notevolmente il loro potere magico.
Chrono, in una conversazione con Yūno, afferma che 891 "classi" magiche sono state documentate dalla TSAB. Non è sicuro se questo si riferisca a stili magici separati, come il Mid-Childa e il Belka, o a una qualche sottocategoria di stili magici.

### Mago
La parola mago (魔導師?, madōshi) identifica colui che pratica la magia seguendo lo stile magico Mid-Childa, anche se in certe occasioni viene usato come sinonimo il termine incantatore (魔法使い?, mahōtsukai).
Nanoha è stata chiamata "maga specializzata in incantesimi esplosivi" (砲撃魔導師?, hōgeki madōshi) e Yūno "mago specializzato nei campi di forza" (結界魔導師?, kekkai madōshi), anche se non esiste una classificazione formale delle specializzazioni dei maghi. Un mago ha un grado in base ai propri poteri e capacità magiche.
Vi sono 11 gradi, (in ordine crescente) F, E, D, C, B, A, AA, AAA, S, SS, SSS. I gradi possono avere un più o un meno come gradi intermedi (ad esempio Nanoha in StrikerS è valutata S+). Generalmente le forze armate della TSAB sono grado A, mentre gli ufficiali vanno da grado AA al grado S.

### Cavaliere
La parola cavaliere (騎士?, kishi) identifica colui che pratica la magia seguendo lo stile magico Belka, in particolare viene usato come titolo per chi ha la padronanza completa di questo stile magico. I Wolkenritter (Signum, Vita, Shamal e Zafira) sono tutti considerati Cavalieri Belka.
Nell'epilogo di A's, Hayate Yagami viene chiamata "Maga Cavaliere" (魔導騎士?, madōkishi), anche se non è noto se ha padroneggiato sia lo stile Mid-Childa che lo stile Belka.

### Famiglio
Un famiglio nell'universo di Nanoha è una creatura magica, creata da un mago, a partire da una base animale. Il processo di creazione specifico non è conosciuto. Un famiglio è creato per assolvere ad una data funzione e svanirà una volta che questa funzione sarà stata completata appieno.
I famigli sono generalmente molto attaccati ai propri padroni, seguendo ciecamente i loro ordini, anche se può capitare che chiedano le motivazioni ai propri padroni. I famigli solitamente hanno gli istinti tipici della propria vita passata, ad esempio Arf, essendo stata creata da una base canina, è prettamente carnivora. I famigli hanno la capacità di trasformarsi nella loro forma animale e nella loro forma umanoide, in quest'ultimo caso appaiono evidenti un paio di orecchie e la coda tipiche della loro forma animale, anche se in base alla necessità possono nascondere queste caratteristiche all'occorrenza.
I famigli sono collegati empaticamente al loro padrone e dipendono dal suo potere magico, ne consegue che se il padrone muore, il famiglio avrà la stessa sorte. Per creare famigli più "complessi" e potenti, servono quindi notevoli capacità magici. 
L'uso di famigli sembra essere strettamente collegato allo stile Mid-Childa. Nell'episodio 05 di A's, Zafira insiste sul fatto che è un "animale guardiano" (anche se Arf controbatte che fra loro non ci sono differenze), ciò sembra essere soltanto una differenza di nomenclatura usata nello stile Belka, ad esempio chi pratica la magia Belka viene chiamato "Cavaliere" mentre chi pratica lo stile Mid-Childa viene chiamato "Mago", ma alla fine entrambi fanno uso della magia.
Famigli conosciuti: Arf, Liese Lotte, Liese Aria, Rinis.

### Device
Un device nell'universo di Nanoha è solitamente una staffa, un'asta, o un qualsivoglia equipaggiamento di un mago che permette l'esecuzione di incantesimi. Durante la serie si sono verificati casi di persone che non necessitano di device per lanciare incantesimi, fra questi vi sono ad esempio Yūno Scrya e Lindy Harlaown. Mentre sono inattivi i device hanno varie forme, che spaziano da quella di pregiati cristalli sferici ad forme più comuni quali quella di una carta da gioco. Quando attivati i device possono trasformarsi in base alla magia che si intende lanciare. Dato che per definizione gli "incantesimi" sono memorizzati come "programmi", i device si possono considerare come degli strumenti di archiviazione, che registrano e successivamente richiamano dalla memoria gli incantesimi che il mago intende lanciare.
I device sono principalmente usati come armi nella serie di Nanoha, che modificano la propria forma in base alle richieste del loro padrone.
Cinque tipi di device sono presenti nelle serie: Device Intelligenti, Device Contenitori, Device Armati, Device Unison, Device di Potenziamento. I Device Intelligenti, Contenitori e di Potenziamento sono usati dallo stile magico Mid-Childa, i Device Armati e Unison vengono usati dallo stile "Tradizionale Belka", mentre Device Armati ed Intelligenti sono usati dal "Moderno stile Belka".
Generalmente i device sono in grado di parlare, anche se sono spesso frasi poco discorsive, ben lontane da una vera conversazione fra umani, anche se la loro loquacità dipende dal tipo di device preso in esame. Per esempio, un Device Armato o Contenitore risponde con frasi molto corte, mentre i Device Intelligenti e i Device Unison sono capaci di creare frasi più complesse. La lingua parlata dai device dipende dallo stile magico a cui appartengono, i device basati sullo stile Mid-Childa parlano in lingua inglese, mentre i Device Armati derivati dallo stile Belka parlano tedesco; c'è da dire che Reinforce parla fluentemente anche in giapponese, probabilmente a causa della sua natura di Device Unison. I maghi della serie comprendono a pieno le risposte dei loro device a prescindere dalla lingua. Un'altra particolarità è quella che i device tendono a riferirsi ai loro padroni con titoli prettamente maschili anche se il mago in questione è una donna, ad esempio usando Master (in inglese Padrone), Sir (in inglese Signore) o Meister (in tedesco Padrone). Ironicamente il device di Chrono pur essendo maschio si riferisce a lui con il termine generico Boss.
I Device hanno un sistema di riparazione automatico quando non usati, e hanno inoltre un sistema di disattivazione automatica se vengono danneggiati pesantemente. In caso i danni si rivelino troppo gravi possono precludere la capacità autoriparativa ed è necessario installare nuovi componenti per permettere la sua riattivazione.

### Linker Core
Un linker core è la fonte interiore della magia per un mago nell'universo di Nanoha. I linker core sono nominati frequentemente nella serie A's, poiché è incentrata sulle vicende del Book of Darkness. Per completare le pagine del libro, si deve assorbire il potere magico dai linker core, ciò nonostante un linker core può essere assorbito solo una volta, quindi i Wolkenritter devono trovare un nuovo soggetto di volta in volta. Alcune creature extraterrestri ed extradimensionali appaiono avere un linker core o una sorgente magica simile che può essere assorbita dal libro, quindi all'occorrenza i Wolkenritter sfruttano queste creature per riempire le pagine del libro.

### Lost Logia
Nell'universo di Nanoha il termine lost logia si riferisce a degli artefatti provenienti da una civiltà futuristica ora estinta. Molti lost logia sono instabili e pericolosi, per questo la Time-Space Administration Bureau (TSAB) è costantemente alla loro ricerca, una volta trovati li rende inoffensivi;

#### Jewel Seed
I Jewel Seed sono 21 artefatti cristallini ognuno identificato da un numero seriale. Inizialmente creati per esaudire i desideri, durante la serie sono fortemente instabili e causa di calamità, spesso fondendosi con un ospite. Fu il clan Scrya a scoprire questi artefatti, e Yūno Scrya era incaricato del loro recupero e trasporto. Purtroppo vi fu un incidente durante il trasporto, e i Jewel Seeds vennero sparsi nei pressi della città Uminari. Alla fine della prima serie, nove Jewel Seeds sono stati distrutti insieme a Precia Testarossa quando quest'ultima li attivò causando la distruzione del Garden of Time; la TSAB ha successivamente recuperato i restanti dodici pezzi. Durante la terza serie Jail Scaglietti fa uso di alcuni Jewel Seeds per potenziare i propri droni, ma come li abbia trovati resta un mistero.

#### Book of Darkness
Il "Book of Darkness" (闇の書?, Yami no sho, lett. Libro delle Tenebre), conosciuto anche col nome "Tome of the Night Sky" (夜天の魔導書, 夜天の書?, Yaten no madōsho, Yaten no sho, lett. Tomo del Cielo Notturno), è un antico artefatto oggetto delle ricerche della TSAB già molti anni prima degli eventi di Mahō Shōjo Lyrical Nanoha A's. Il Book of Darkness può essere più accuratamente descritto come una collezione di artefatti e di diversi dispositivi tecnologici, il libro fa da contenitore a numerose entità fra cui il device Schwertkreuz, i Cavalieri Wolkenritter e rispettivi device, e il programma amministrativo/Device Unison a cui successivamente Hayate darà il nome di Reinforce.

#### Relic
Le Relic, letteralmente "reliquie", sono delle gemme rosse con un potere incredibile, e similarmente alle Jewel Seeds hanno un numero seriale. Le Relic sono il centro della trama della serie Magical Girl Lyrical Nanoha StrikerS, dove Jail Scaglietti cerca in tutti i modi di appropriarsene, senza però lasciar trapelare informazioni sul loro uso. La divisione di Hayate, negli eventi di StrikerS, tenta continuamente di recuperare queste reliquie per evitare che cadano in mani sbagliate. Lutecia e Zest sono anch'essi alla ricerca di una reliquia specifica (Lutecia cerca la N°11) e hanno un accordo con Scaglietti, che consiste nel consegnargli tutte le altre reliquie tranne quella di cui sono interessati. Le relic sono normalmente contenute in scatole su cui è inciso un numero seriale.

### Attivatori
Un attivatore, come implica il nome, è un qualcosa che fa cominciare/attiva un incantesimo. Quattro tipi di attivatori sono presenti nel Magical Girl Lyrical Nanoha Visual Fan Book.
- Aria (詠唱?, Eishō) Una complessa e potente tecnica di attivazione, gli Aria solitamente includono alcune personalizzazioni da parte del mago, come ad esempio il "Lyrical! Magical!" usato da Nanoha nella prima serie.
- Parole chiave (Command phrase) - Una parola che impartisce comandi al device, per esempio la parola chiave di Fate per i suoi incantesimi a distanza è "Fire!". I comandi impartiti possono anche essere semplici ordini che il device deve eseguire.
- Movimenti chiave (Action trigger) - Un movimento distinguibile, solitamente un movimento del device, i movimenti chiave sono solitamente accompagnati da una parola chiave.
- Attivazione del Device (Device activation) - È la sequenza che attiva un Device Intelligente. Dipende dalle abilità e dal talento del proprietario, e può richiedere una complessa parola d'ordine.

### Classificazione degli incantesimi
Il Magical Girl Lyrical Nanoha Visual Fanbook, un libro guida all'universo di Nanoha, introduce una prima classificazione dei vari incantesimi della serie.

#### Incantesimi Offensivi
- Ad Area (Area-of-effect type) - Questa categoria raggruppa tutti gli incantesimi che influenzano tutti gli obiettivi all'interno di una determinata area.
- A Raggio (Bombardment type) - Questa categoria raggruppa gli incantesimi che prendono la forma di un cono o di un raggio di energia. Vi sono inclusi gli incantesimi "a caricamento (collection type)[9] " quali Starlight Breaker.
- Attacchi Potenziati magicamente (Magic-enhanced attack type) - Visto che lo stile Belka preferisce attacchi ravvicinati, questi incantesimi potenziano le capacità di attacco di un device.
- Ravvicinati (Melee type) - Questo tipo di attacchi avviene usando direttamente il device come arma. Gli incantesimi ravvicinati includono gli incantesimi che formano lame di energia quali Scythe Slash.
- A Distanza (Shooting type) - Categoria comprendente incantesimi a distanza guidati (come Divine Shooter) o mirati (come Photon Lancer).

#### Incantesimi di Cattura
Gli Incantesimi di Cattura inibiscono o tentano di inibire la libertà di movimento e l'uso di tecniche di attivazione.
- Incantesimi di Costrizione (Bind type) - Inibiscono direttamente i movimenti del bersaglio attaccandosi direttamente ad essi.
- Incantesimi di Prigionia (Cage type) - Creano una prigione magica inamovibile attorno al bersaglio.

#### Incantesimi Rituali
Alcuni incantesimi rituali sono stati visti durante la serie, che rispetto agli altri incantesimi tendono ad essere più complessi. 
È necessario parecchio tempo e potere magico per lanciare questi incantesimi, e possono avere lunghe aria come parola d'ordine.

#### Incantesimi Difensivi
Gli incantesimi difensivi sono stati studiati per proteggere l'incantatore da un attacco magico.
- Di Protezione (Barrier type) - Questi incantesimi erigono una barriera difensiva, generalmente difendono una vasta area ma sono relativamente facili da rompere. Assorbono la potenza dell'attacco per minimizzare i danni.
- A Campo (Field type) - Da non confondere con gli incantesimi con campo di forza, gli incantesimi a campo sono incantesimi che annullano uno specifico tipo di energia, ad esempiotermica o elettrica, in una determinata area.
- Di Scudo (Shield type) - Sono gli incantesimi difensivi più efficaci, che contrariamente agli incantesimi di protezione difendono sono da una determinata direzionem, ma sono più difficili da penetrare. Diversamente dagli incantesimi di protezione, gli incantesimi di scudo deflettono l'energia al posto di assorbirla.

#### Incantesimi con Campo di Forza
Diversamente dagli incantesimi difensivi, gli incantesimi con campo di forza hanno un uso più ampio, dalla protezione di civili, al confinamento della magia nemica in una determinata area.
- Circolari (Circle type) - Questi incantesimi generano un cerchio magico che può essere dislocato a piacere dall'incantatore. Ne è un esempio il Round Guarder Extend di Yūno.
- Ad Area (Area type) - Campi di forza che influenzano un'ampia regione, e generalmente più potenti degli incantesimi con campo di forza circolare.

#### Incantesimi di Supporto
Vi sono tre tipi di incantesimi di supporto, anche se esistono un gran numero di incantesimi di supporto non categorizzati.
- Di Potenziamento (Increase type) - Curano o potenziano direttamente il bersaglio.
- Di Rottura (Decline type) - Incantesimi che abbassano e annullano le difese dei nemici. Gli incantesimi di questa categoria sono frequentemente usati anche per annullare effetti magici.
- Di Movimento (Transport type) - [9] Incantesimi che incrementano la mobilità del soggetto, come ad esempio fa Flier Fin. Vi rientrano anche gli incantesimi di teletrasporto.

## Device

### Caratteristiche dei Device
- Auto Protezione - L'incantesimo di protezione viene automaticamente attivato se il mago è sotto attacco, ma non è attivato se il mago non è cosciente dell'attacco in corso, ad esempio se svenuto o colto di sorpresa.
- Sistema a Cartucce (Cartridge system) - Le cartucce sono delle capsule (di forma simile alle cartucce di fucili da caccia) contenenti potere magico compresso. Quando usate in un device, rilasciano il loro potere istantaneamente, permettendo un notevole incremento della potenza dell'attacco. I Device Intelligenti solitamente non sono capaci di gestire i sistemi a cartucce a causa della loro instabilità.
- Piena potenza (Full Drive) - Questa è la forma più potente che raggiunge un Device Intelligente.

#### Device Intelligenti (Intelligent Devices)
Per Device Intelligenti, proprio come suppone il nome, sono programmati usando una sofisticata intelligenza artificiale, che gli permette un certo grado di autonomia.
Questo permette ad esempio ad un Device Intelligente di "rifiutare" una avvenuta riparazione, potendo manifestare la propria opinione tramite un codice di errore. Sia Raising Heart che Bardiche, dopo essere stati gravemente danneggiati dai Device Armati dei Wolkenritter, riportavano l'errore E203 con la richiesta alla TSAB di installare il modulo CVK-792, riferendosi con questo al Sistema a Cartucce dello stile Belka.
- Raging Heart (レイジングハート?, Reijingu Hāto) - È il device di Nanoha, usa riferirsi a lei con l'appellativo Master e parla unicamente inglese e la sua voce è femminile. Il suo colore magico è il magenta. Raging Heart è dotato di tre "modalità" operative: Device Mode (l'aspetto iniziale), Shooting Mode (la forma che permette di lanciare incantesimi a distanza), e il Sealing Mode. Come Device Intelligente, fornisce consigli e avvisi durante gli attacchi. Il suo attacco speciale è Starlight Breaker e come Auto Protezione usa Protection.

- Raging Heart Excelion (レイジングハート エクセリオン?, Reijingu Hāto Ekuserion) - Nella serie A's, dopo essere stato gravemente danneggiato nel primo combattimento contro Vita e Graf Eisen, Raging Heart insiste per essere equipaggiato con il sistema a cartucce tipico dello stile Belka. Il sistema a cartucce (caricate con un sistema simile alle armi automatiche moderne) gli permette potenti attacchi a distanza e, in seguito ad un'aggiunta tanto radicale, gli viene assegnato un nuovo nome (anche se Nanoha continuerà a usare il vecchio nome Raging Heart). Le sue tre forme sono Accel Mode, Buster Mode, ed Excelion Mode (nella serie StrikerS quest'ultima forma pare essere stata rinominata in Exceed Mode).

- Bardiche (バルディッシュ?, Barudisshu) - È il device di Fate, usa riferirsi a lei con l'appellativo Sir (lett. Signore), nonostante il fatto che Fate sia femmina; anche Bardiche parla unicamente Inglese usando una voce maschile. Il suo colore magico è il giallo. Similarmente a Raising Heart, anche Bardiche ha tre forme: Device Form, Scythe Form, e Sealing Form.

- Bardiche Assault (バルディッシュアサルト?, Barudisshu Asaruto) - Nella serie A's dopo essere stato gravemente danneggiato nel primo combattimento contro Lævatein, anche Bardiche richiede l'installazione del sistema a cartucce, e, come è successo a Raising Heart, gli viene assegnato un nuovo nome (nonostante ciò Fate continua a chiamarlo semplicemente Bardiche). Le sue tre forme sono chiamate Assault Form, Haken Form, e Zanber Form.

- Mach Caliber (マッハキャリバー?, Mahha Kyaribā) - È il device di Subaru avente la forma di un paio di rollerblade, come gli altri device intelligenti parla inglese con voce femminile. Lancia automaticamente vari incantesimi per aiutare Subaru in combattimenyto, fra cui Wing Road e Assault Grip, poiché afferma che il suo compito è quello di rendere Subaru più forte e veloce, questo è il motivo per cui la ragazza non accetta la convinzione che Mach Caliber in quanto device intelligente è stato costruito, ma preferisce pensare che sia nato e abbia una propria anima. Mach Caliber è stato progettato ispirandosi ai vecchi pattini magici che Subaru aveva costruito durante gli anni da cadetto, per rendere unico il suo stile di combattimento rispetto ai compagni. Mach Caliber è collegato con Revolver Knuckle, il Device Armato di Subaru, garantendone lo stoccaggio all'interno di Mach Caliber quando non usato, e permette inoltre un certo grado di interazione fra i due dispositivi. Durante il 19 episodio di StrikerS, Mach Caliber è stato rinforzato, questo per permettergli di allinearsi alle capacità di un ginoide quale è Subaru.

- Cross Mirage (クロスミラージュ?, Kurosu Mirāju) - È il device di Teana, un device completamente nuovo e non standard, progettato seguendo il progetto della vecchio device "Anchor Gun" di Teana, parla inglese con voce maschile. È equipaggiato con un sistema a cartucce e nella sua forma standard appare come un paio di pistole, anche se all'occorrenza può ridursi ad una sola, questa forma è chiamata One-Hand Mode. Tecnicamente dovrebbe essere un ibrido fra un Device Armato ed uno Contenitore, ma viene classificato come Device Intelligente grazie alla sua sofisticata AI, che aiuta Teana a plasmare i propri proiettili magici durante le battaglie, cosa in cui la ragazza ha avuto sempre difficoltà quando doveva lanciare incantesimi complessi. Anche se Teana è grata di questo aiuto, è cosciente che affidartsi totalmente a Cross Mirage non farebbe altro che confermare le proprie debolezze. La seconda forma è chiamata "Dagger Mode" che, come suggerisce il nome, trasforma la pistola in un'arma corpo a corpo creando una lama magica alla sua estremità.

#### Device Contenitori (Storage Devices)
Nonostante la loro scarsa presenza nelle serie, i Device Contenitori sono i device più usati dai maghi, sono anche l'equipagiamento standard usato dalle forze della TSAB. Questi dispositivi mancano di una intelligenza artificiale, e hanno solo una forma, escludendo la forma assunta quando non sono usati in combattimento. D'altra parte sono pensati per rispondere prontamente ai lanci di incantesimi e di non abituare troppo i maghi alle "comodità" fornite da un dispositivo dotato di AI, privilegiandone le abilità personali.
- S2U - È il device usato Chrono, nel Lyrical Toy Box di Magical Girl Lyrical Nanoha il nome S2U è un acronimo per "Song To You" (in inglese Una canzone per te).
- Durandal - Un nuovo tipo di device estremamente potente ottimizzato per congelare l'avversario, quando risponde a Chrono lo chiama Boss. È stato donato a Chrono da Gil Graham per la battaglia finale in A's.
- Anchor Gun - È il vecchio device di Teana, è considerato un Device Contenitore pur essendo equipaggiato con un sistema a cartucce. Teana lo costruì durante il suo periodo in accademia visto il suo interesse per i sistemi a cartucce, che la portò a diventare la partner di Subaru proprio per il fatto che i loro stili di combattimento erano diversi dagli altri cadetti. Come device a forma di pistola è ottimizzato per gli incantesimi a distanza e per quelli esplosivi.

#### Device Armati (Armed Devices)
- Graf Eisen (グラーフアイゼン?, Gurāfu Aizen) - Chiamato anche "Conte di Ferro" (鉄の伯爵?, Kurogane no Hakushaku), è il device usato da Vita, parla solo in Tedesco; la sua programmazione non sembra prevedere il fatto che sia maschio o femmina. La sua forma base ("Hammerform") prevede un doppio martello che permette ad esempio il lancio di piccole bombe, Schwalbe Fliegen, (in un modo similare a quello usato nel polo) o di creare una forte onda d'urto, Eisengeheul, come diversivo. Consumando cartucce può assumere la forma di un martello-missile con un'estremità chiodata ("Raketenform"), o di incrementare notevolmente la propria taglia ("Gigantform"). Nella serie StrikerS Graf Eisen è capace del limit break "Zerstörungform" che combina la Raketenform alla Gigantform, anche se la punta chiodata viene sostituita da una punta rotante.

- Laevatein (レヴァンティン?, Revantin) - È il device armato usato da Signum, è chiamato anche "Lama infuocata demoniaca" (炎の魔剣?, Honō no maken). Sembra avere una propria personalità anche se come per Graf Eisen non sembra prediligere né il genere maschile né quello femminile, parla esclusivamente Tedesco. La sua forma base ("Schwertform") è quella di una spada, consumando cartucce può trasformarsi in una frusta chiodata ("Schlangeform") o in un arco ("Bogenform"). Il nome sembra fare riferimento a Lævateinn, della mitologia Nordica.

- Klarwind (クラールヴィント?, Kurāruvinto) - È il device usato da Shamal, costituito da quattro anelli, non viene mai usato per combattere, ma per trovare i Linker Core, per curare o per creare portali, in quest'ultimo caso viene usata una seconda forma chiamata "Pendelform".

- Schwertkreuz (シュベルトクロイツ?, Shuberutokuroitsu) - Conosciuto anche come "Sword Cross" (剣十字?, Kenjūji), è un device usato da Hayate. Nell'epilogo del manga della serie A's, viene chiamato "versione 8" da Amy Limietta[10]. Tramite un'intervista[11] e grazie agli extra dei DVD si è appreso che Schwertkreuz è in realtà la staffa usata da Hayate nell'episodio 12 di A's.

- Revolver Knuckle (リボルバーナックル?, Riborubā Nakkuru) - È il device armato usato da Subaru, in collegamento con il suo device intelligente, "Mach Caliber". Anche Ginga, la sorella di Subaru, ha un Revolver Knuckle, ma per la mano sinistra, mentre quello di Subaru è per la mano destra. Apparentemente, il Revolver Knuckle di Ginga è più adatto all'attacco[12], ed è aperto un dibattito nel mondo dei fandom sul fatto che il Revolver Knuckle di Subaru sia o meno concentrato sulla difesa.

- Strada (ストラーダ?, Sutorāda) - È il device di Erio, quando inattivo ha la forma di un comune orologio. La forma base è quella di una lancia, mentre la sua seconda forma è chiamata Düsenform, e aggiunge alcuni piccoli motori a reazione alla forma originale. Quest'ultima forma permette ad Erio limitate azioni di combattimento aereo, anche se è molto difficile da controllare. Una terza forma chiamata Thunderstorm Form sembra ottimizzare il lancio di incantesimi di componente elettrica.

#### Device Unison
I Device Unison (融合型デバイス, ユニゾンデバイス?, Yūgōgata Debaisu, Yunizon Debaisu) sono il culmine della progettazione di device dello stile magico Belka, che massimizza l'idea di Device Intelligente. Questi Device sono dotati di un corpo e di una volontà propria, e il loro potere è quello di "fondersi" con il loro padrone (Unison Mode), che garantisce un migliore controllo e pianificazione delle abilità magiche. Ciò nonostante, a causa dell'incompatibilità riscontrata con una buona parte delle persone, e a causa degli incidenti dove il device prendeva controllo dei propri padroni, i Device Unison non sono mai diventati un prodotto diffuso.
- Reinforce (リインフォース?, Rīnfōsu) - Reinforce è un Device Unison, e il programma amministrativo del Book of Darkness. Quando il libro venne completato nell'episodio 10 di A's, si fuse con Hayate, ma mantenne il controllo fino a quando Hayate non reclamò la posizione di padrone. Hayate, quando riuscì a separare il programma di difesa impazzito dal resto del libro, Reinforce si trasformò in una versione a forma umana a cui Hayate diede appunto il nome Reinforce. L'attacco speciale di Reinforce è Ragnarök Breaker.

- Reinforce II (Zwei) (リインフォースII?, Rīnfōsu Tsuvai) - Reinforce II (semplicemente chiamato Rein da Hayate) è il device di Hayate nell'epilogo di A's e durante la serie StrikerS. Le viene dato anche il nome di "control device" (管制デバイス?, kansei debaisu), riferendosi al fatto che aiuta Hayate a controllare e organizzare al meglio le sue abilità magiche. Questa funzione può essere comparata all'IA presente ad esempio in Raising Heart o in Bardiche, ma Reinforce II ha anche una volontà propria e dei sentimenti proprio come accade per i Wolkenritter, può manifestarsi come ologramma di sé stessa come una versione rimpicciolita dell'originale Reinforce. Reinforce II porta con sé un libro blu chiamato "Book of the Azure Sky" (蒼天の書?, Sōten no sho), che è apparentemente un contenitore di incantesimi.

- Agito (アギト?) - Una Device Unison senza padrone esperta in magie elementali basate sul fuoco, ha viaggiato a lungo con Lutecia e Zest sin da quando venne salvata dal laboratori dove veniva sfruttata come cavia di laboratorio per ricerche illegali. Sembra avere Reinforce Zwei come rivale per il solo fatto che quest'ultima ha un "Meister", mentre Agito è sola.

#### Device di Potenziamento (Boost Devices)
Introdotti in StrikerS, un Boost Device (ブーストデバイス?, Būsuto Debaisu) è uno speciale device specializzato in un tipo specifico di magia di potenziamento chiamata "Boost Up", che permette di potenziare un altro device. Sono usati anche per i nuovi Incantesimi di Evocazione (召喚魔法?, Shōkan Mahō).
- Kerykeion (ケリュケイオン?, Keryukeion) - Lerykeion è il device usato da Caro che ha la forma di un paio di guanti, quanto non usato prende la forma di una coppia di braccialetti. Il nome è ispirato al nome Greco originale di un Caduceo.

- Asclepius - È il device usato da Lutecia, esternamente quasi identico a Kerykeion, ha i colori delle gemme viola invece che rosa. Deve il suo nome al simbolo del semidio della medicina greco: Bastone di Asclepio

## Luoghi
- Garden of Time - Letteralmente "Giardino del tempo", è una modesta struttura a forma di asteroide, nonché la residenza di Precia e Fate Testarossa durante la prima serie. Ben nascosta dalla TSAB, viene trovata seguendo le tracce di un incantesimo di trasporto lanciato da Precia.

- Mid-Childa - È il mondo della famiglia Harlaown e del clan Scrya, e pianeta natale di una società fortemente sviluppata. La capitale è Cranagan (クラナガン?, Kuranagan)[13].

- Città Uminari (海鳴市?) - È la città natale di Takamachi, Bannings, Tsukimura, Yagami, e successivamente sede della casa di Harlaown.

## Time-Space Administration Bureau
La Time-Space Administration Bureau (時空管理局?, Jikũ Kanri Kyoku, lett. Agenzia Amministrativa dello Spazio-Tempo), solitamente abbreviata in TSAB o Bureau (管理局?, Kanri Kyoku, ingl. Agenzia), è una forza di sicurezza interdimensionale formata da un accordo di molti mondi, fra cui Mid-Childa. Si occupa anche di misurare la crescita culturale e di aiutare in caso di calamità nei vari mondi..

### Ruoli e gradi
- Ammiraglio (提督?, Teitoku) - Presumibilmente il grado più alto dell'Agenzia. Gli Ammiragli hanno ruoli amministrativi, fra cui il comando delle astronavi. Anche se gli altri componenti dell'Agenzia chiamano Gil Graham, Lindy Harlaown (e successivamente Chrono Harlaown), e Leti Rolan entrambi Ammiragli, non è noto se vi sia una gerarchia fra di loro o se siano tutti allo stesso piano. I membri conosciuti sono Lindy Harlaown, Gil Graham (A's; in pensione nell'epilogo), Leti Lowran e Chrono Harlaown (epilogo di A's, e StrikerS).

- Ufficiale Delegato (執務官?, Shitsumukan) - Gli ufficiali delegati nella TSAB ricoprono il ruolo di investigatori nei luoghi di incidenti sotto la giurisdizione dell'Agenzia, assimilabili al ruolo di Detective delle moderne forze di polizia. I membri conosciuti Chrono Harlaown (A's) e Fate T. Harlaown (epilogo di A's, e StrikerS).

- Istruttori Tattici (戦技教導官?, Senjutsu Kyōdōkan) - Svolgono una funzione simile agli istruttori delle forze di polizia e militari. Gli istruttori tattici sono considerati i maghi migliori di tutta l'Agenzia, testano regolarmente nuovi incantesimi e nuove tattiche. Nanoha Takamachi è l'unico membro conosciuto (epilogo di A's, e StrikerS).

- Investigatore Speciale (特別検査官?, Tokubetsu Kensakan) - È il ruolo ricoperto da Hayate Yagami durante l'epilogo di A's e in StrikerS. Hayate Yagami è l'unico membro conosciuto (epilogo di A's, e StrikerS).

- Mago in Prova (嘱託魔導師?, Shokutaku Madōshi) - La TSAB prima di arruolare ufficialmente un mago testa a fondo le sue abilità. Fate Testarossa, dopo l'incidente dei Jewel Seed, viene assegnata ad un periodo di prova prima di essere ufficialmente impiegata. Fate Testarossa è l'unico membro conosciuto (A's).

- Forze armate (武装隊?, Busōtai) - Le forze armate sono sia il principale corpo difensivo dell'Agenzia, sia il loro corpo militare di pace, appaiono avere similarità con il corpo di polizia Statunitense SWAT.

### Dispositivi tecnologici
- Arc-en-ciel (アルカンシェル?) - È l'arma più potente in dotazione al vascello investigativo della TSAB Arthra (e attualmente l'unica arma conosciuta del vascello Arthra). È un "cannone magico" (魔導砲?, madōhō) che distrugge tutto quello che incontra in un raggio di 100 chilometri dal punto di impatto distorcendo lo spazio-tempo. A causa del suo immenso potere distruttivo, può essere armato solamente con una chiave in dotazione al comandante della nave.